# زاك بوب
زاك بوب (بالإنجليزية: Zach Pope)‏ هو لاعب كرة قدم أمريكي في مركز الدفاع، ولد في 20 مارس 1986 في أوستن في الولايات المتحدة. لعب مع Rochester Rhinos ‏.